# Champosoult
Champosoult település Franciaországban, Orne megyében. Lakosainak száma 102 fő (2022. január 1.). Champosoult Camembert, Coudehard, Fresnay-le-Samson, Mont-Ormel és Gouffern en Auge községekkel határos.

## Népesség
A település népességének változása:
| Lakosok száma | 97   | 96   | 97   | 97   | 96   | 96   | 99   | 102  |
|               | 2013 | 2015 | 2017 | 2018 | 2019 | 2020 | 2021 | 2022 |